# Neotorularia torulosa
Neotorularia torulosa är en korsblommig växtart som först beskrevs av René Louiche Desfontaines, och fick sitt nu gällande namn av Ian Charleson Hedge och Jean Joseph Gustave Léonard. Neotorularia torulosa ingår i släktet Neotorularia och familjen korsblommiga växter. Inga underarter finns listade i Catalogue of Life.